# Saint-Macaire-en-Mauges

Saint-Macaire-en-Mauges este o comună în departamentul Maine-et-Loire, Franța. În 2009 avea o populație de 6,689 de locuitori.